# Osinki (województwo podlaskie)
Osinki – wieś w Polsce położona w województwie podlaskim, w powiecie suwalskim, w gminie Suwałki.
Wieś duchowna położona była w końcu XVIII wieku w powiecie grodzieńskim województwa trockiego. W latach 1975–1998 miejscowość położona była w województwie suwalskim.
W pobliżu wsi kurhany Jaćwingów.